# Свесский завод дубильных экстрактов
Свесский завод дубильных экстрактов — промышленное предприятие в посёлке городского типа Свесса Ямпольского района Сумской области.

## История
Строительство завода дубильных экстрактов в Свессе началась в 1930 году в соответствии с первым пятилетним планом развития народного хозяйства СССР, в 1932 году завод был введён в эксплуатацию. Специализацией предприятия стало производство растительных дубильных экстрактов промышленного назначения.
В 1930е - 1940е годы рабочие завода принимали активное участие в стахановском движении.
В ходе Великой Отечественной войны с 2 октября 1941 до 3 сентября 1943 года посёлок был оккупирован немецкими войсками. Общий объем ущерба посёлку составил 4,6 млн. рублей, завод был разрушен.
После окончания войны в соответствии с четвёртым планом восстановления и развития народного хозяйства СССР завод был восстановлен и возобновил работу. Рабочие завода активно участвовали в рационализаторской деятельности. В результате, в 1948 году предприятие выполнило годовой производственный план на 120% за десять месяцев и было награждено переходящим Красным знаменем Совета министров СССР и денежной премией. В 1951 году были реализованы ещё 59 рационализаторских предложений, результатом которых стала экономия 93 тыс. рублей.
Восьмой пятилетний план развития народного хозяйства СССР (1966 - 1970 гг.) завод завершил досрочно, 19 декабря 1970 года, за эффективную работу 34 работника завода были награждены Ленинской юбилейной медалью. В 1970е годы были проведены реконструкция и техническое перевооружение завода.
По состоянию на 1977 год, завод являлся одним из 22 предприятий дубильноэкстракционной промышленности СССР, в это время он выпускал дубовый и ивовый дубильные экстракты для кожевенной промышленности.
В целом, в советское время завод входил в число крупнейших предприятий посёлка, на заводе действовал медпункт.